# Campanula saxonorum
Campanula saxonorum là loài thực vật có hoa trong họ Hoa chuông. Loài này được Gand. mô tả khoa học đầu tiên năm 1918.